# Vickers F.B.16
Vickers F.B.16 là một loại máy bay tiêm kích của Anh trong Chiến tranh thế giới I.

## Tính năng kỹ chiến thuật (F.B.16D)
Dữ liệu lấy từ War Planes of the First World War:Volume Three Fighters
Đặc tính tổng quát
- Kíp lái: 1
- Chiều dài: 19 ft 6 in (5,94 m)
- Sải cánh trên: 25 ft (7,6 m)
- Sải cánh dưới: 22 ft 4 in (6,81 m)
- Chiều cao: 8 ft 9 in (2,67 m)
- Diện tích cánh: 207 foot vuông (19,2 m2)
- Trọng lượng rỗng: 1.376 lb (624 kg)
- Trọng lượng có tải: 1.875 lb (850 kg)
- Động cơ: 1 × Hispano-Suiza 8 kiểu động cơ V-8, làm mát bằng nước, 200 hp (150 kW)

Hiệu suất bay
- Vận tốc cực đại: 135 mph (217 km/h; 117 kn) trên độ cao 10.000 ft (3.050 m)
- Thời gian bay: 2¼ h
- Trần bay: 18.500 ft (5.639 m)
- Thời gian lên độ cao:

Vũ khí trang bị

- Súng: 2× Súng máy Lewis .303 British (7,7 mm)